# Вольфганг Шульце
Вольфґанґ Шульце (нім. Wolfgang Schultze; 3 жовтня 1910, Кіль — 2 жовтня 1942, Атлантичний океан)— німецький офіцер-підводник, капітан-лейтенант крігсмаріне.

## Біографія
Син генерал-адмірала Отто Шульце, старший брат Гайнца-Отто і Рудольфа Шульце.
1 квітня 1930 року поступив на службу в рейхсмаріне. Спочатку служив на березі і надводних кораблях. З травня 1938 по квітень 1940 року — офіцер лінкора Gneisenau. В квітня 1940 року перейшов у підводний флот. Після восьми місяців навчання і практики старший з братів Шульце 5 січня 1941 року був призначений командиром навчального човна U-17, яким командував 10 місяців до 15 жовтня 1941 року. З 20 грудня 1941 року — командир U-512. 15 серпня Шульце вийшов у свій перший і останній похід. 2 жовтня 1942 року човен був потоплений американським бомбардувальником біля узбережжя США. Шульце і 50 членів екіпажу загинули, врятувався лише 1 моряк. Виходячи з того, що Вольфґанґ Шульце практично не володів бойовим досвідом і зневажав обережність, його загибель в першому ж поході цілком закономірна.
Під час свого першого і останнього походу Шульце потопив 3 кораблі загальною водотоннажністю 20 619 брт.

## Список потоплених суден
| Дата потолення  | Назва корабля     | Тип               | Тоннаж, брт | Вантаж                                                                     | Екіпаж | Загинули | Країна-власник | Конвой  |
| --------------- | ----------------- | ----------------- | ----------- | -------------------------------------------------------------------------- | ------ | -------- | -------------- | ------- |
| 13 вересня 1942 | Patrick J. Hurley | Паровий танкер    | 10 865      | 75 000 барелів високооктанового бензину і 60 000 барелів дизельного палива | 62     | 17       | США            |         |
| 19 вересня 1942 | Monte Gorbea      | Торговий теплохід | 3 720       | 5850 тонн пшениці і квасолі                                                | 79     | 52       | Іспанія        |         |
| 24 вересня 1942 | Antinous          | Торговий пароплав | 6 034       | 565 тонн бокситової руди                                                   | 48     | 0        | США            | TRIN-12 |

## Звання
- Кандидат в офіцери (1 квітня 1930)
- Морський кадет (10 жовтня 1930)
- Фенріх-цур-зее (1 січня 1932)
- Обер-фенріх-цур-зее (1 квітня 1934)
- Лейтенант-цур-зее (1 квітня 1935)
- Обер-лейтенант-цур-зее (1 червня 1936)
- Капітан-лейтенант (1 червня 1939)

## Нагороди
- Медаль «За вислугу років у Вермахті» 4-го класу (4 роки)